# 貴志站
貴志站（日语：／ Kishi eki */?）是位於日本和歌山縣紀之川市貴志川町，由和歌山電鐵所經營的鐵路車站。本站是和歌山電鐵貴志川線的終點站，也是所在地貴志川町的主要車站。此站在過去南海電氣鐵道經營的時代曾有站員駐守，但在2006年貴志川線移交給地方第三部門鐵路業者和歌山電鐵經營之後就改為無人車站。為了提升地方路線的利用與周遭地區的觀光，和歌山電鐵在2007年時任命站內附設賣店「小山商店」所飼養的一隻8歲三毛貓「小玉」為貴志車站的站長，一時引為話題，除了替車站帶來人潮之外，與小玉有關的周邊商品也造成熱銷，並被許多與鐵路或寵物有關的專門媒體報導。

## 歷史
2025年1月7日，和歌山電鐵任命一隻三色母貓「五代玉」擔任副站長，而五代玉將輪流在貴志站及伊太祈曾站執勤。

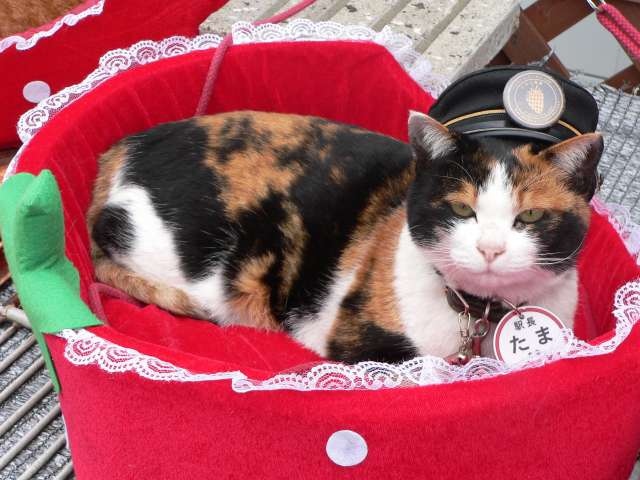
時任貓站長小玉(2007年11月)

## 相鄰車站
和歌山電鐵
貴志川線
甘露寺前（13）－貴志（14）

## 外部連結
- 貴志站（各站時刻表）PDF - 和歌山電鐵